# Natalja Liwyzka-Cholodna
Natalja Andrijiwna Liwyzka-Cholodna (ukrainisch Наталя Андріївна Лівицька-Холодна, * 15. Juni 1902 in Helmjasiw; † 26. März 2005 in Toronto) war eine ukrainische Schriftstellerin und Übersetzerin.

## Biografie

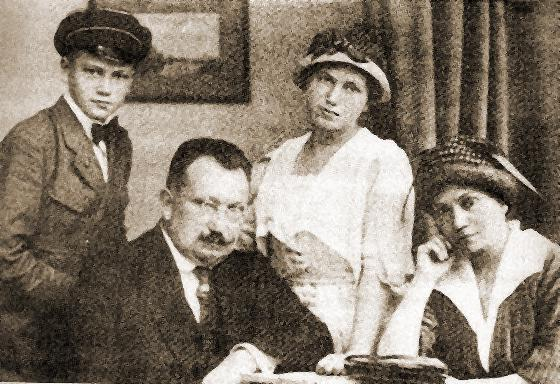
Familie Liwyzkyj (1920)

Marija Liwyzka und Andrij Liwyzkyj waren ihre Eltern. Sie besuchte das Gymnasium in Solotonoscha. Die Familie wanderte 1920 wegen des Sowjetisch-Ukrainischen Kriegs aus. Sie besuchte das Gymnasium in Poděbrady und schloss 1923 die Immatrikulationskurse ab. An der Karls-Universität studierte sie Romanistik. In Prag lernte sie den Maler Petro Cholodnyj, den Sohn von Petro Cholodnyj Senior kennen, den sie 1924 heiratete. Ein Jahr später wurde ihre Tochter Leonida geboren. 1927 zog die Familie nach Polen, wo Liwyzka-Cholodna an der Universität Warschau ihr Studium der Romanistik abschloss.
In Warschau begann sie ihre literarische Karriere. Sie wurde eine Organisatorin der literarischen Gruppe Tank, zu der unter anderen Jewhen Malanjuk, Jurij Lypa, und Pawlo Sajzew gehörten. Liwyzka-Cholodna verfasste Gedichte, die auf Malanjuks Empfehlung hin im Literarisch-wissenschaftlichen Herold in Lwiw veröffentlicht wurden.  1933 beendete sie die Zusammenarbeit mit dem Literarisch-wissenschaftlichen Herold und sie gab eine Frauenzeitschrift heraus. Im selben Jahr entstand aus der Gruppe Tank der Verlag Warjah, wo im folgenden Jahr Liwyzka-Cholodnas erste Gedichtsammlung mit dem Titel Feuer und Asche veröffentlicht wurde. Ihre zweite Gedichtsammlung namens Sieben Briefe wurde 1937 veröffentlicht. Sie war auch als Übersetzerin aus dem Französischen und Italienischen ins Ukrainische der Lyrik und Prosa von Charles Baudelaire, Paul Valéry, Luigi Pirandello und Louise Labé tätig.
1944 zog ihre Familie nach Deutschland und 1950 nach Yonkers in den USA. Sie bekam eine Anstellung in einer Kartonfabrik, in der sie 17 Jahre lang bis zu ihrer Pensionierung arbeitete. Darüber hinaus unterrichtete sie ukrainische Sprache und Literatur an der Schule für Ukrainistik und arbeitete mit der Ukrainischen Freien Akademie der Wissenschaften in den USA zusammen. 1955 veröffentlichte sie den biografischen Roman Der Weg des Riesen. Ihre dritte Gedichtsammlung, Poesie, alt und neu, wurde 1986 in New York veröffentlicht und sie erhielt dafür den Antonowytsch-Preis.
Nach dem Tod ihres Mannes zog sie 1990 mit ihrer Tochter und ihren Enkelkindern nach Toronto um. Ein Jahr später zog sie in ein Altenheim in Mississauga. Sie starb 2005 und wurde neben ihrem Ehemann und ihren Eltern auf dem ukrainisch-orthodoxen Friedhof von Bound Brook beigesetzt. Einzelne ihrer Werke wurden 2004  in der Anthologie Prager Schule der Poesie aufgenommen.